# Chiến dịch Đăk Tô (1972)
Chiến dịch Đăk Tô, thường được biết đến là trận trận Đăk Tô - Tân Cảnh là trận đánh mở màn cho Chiến dịch Bắc Tây Nguyên 1972 của Quân Giải phóng miền Nam Việt Nam, diễn ra từ ngày 23 tháng 4 đến ngày 24 tháng 4 năm 1972 trên địa bàn Đăk Tô và Tân Cảnh thuộc tỉnh Kon Tum. Đặc biệt trong chiến dịch này, Quân giải phóng Miền Nam Việt Nam đã sử dụng xe tăng hạng trung T-54 và tên lửa chống tăng 9M14 Malyutka (AT-3 Sagger) của Liên Xô gây nhiều thiệt hại cho đối phương.

## Bối cảnh
Đăk Tô - Tân Cảnh vốn là căn cứ quân sự mạnh nhất của Quân lực Việt Nam Cộng hòa ở Bắc Tây Nguyên. Đầu năm 1972, ở đây có 28 tiểu đoàn bộ binh, 6 tiểu đoàn pháo binh và 4 tiểu đoàn thiết giáp. Phần lớn lực lượng được bố trí ở dãy cao điểm phía Tây sông Pôkô, hình thành tuyến phòng ngự lâm thời từ xa bảo vệ thị xã Kon Tum. Cụ thể gồm các đơn vị: Sư đoàn 22, Lữ đoàn Dù 2, một liên đoàn Biệt động quân cùng các chi đoàn xe tăng, pháo, không quân chiến thuật. Ngoài ra còn có sự yểm trợ bằng B-52 của Hoa Kỳ. Căn cứ Tân Cảnh là trung tâm chỉ huy của tuyến phòng ngự, được xây dựng khá kiên cố. Căn cứ có hình lục lăng, diện tích 240.000m2 nằm ở nam Đường 18, cách thị trấn Tân Cảnh và Đường 14 khoảng 1 km về phía tây nam; bên trong chia làm 13 phân khu với hệ thống lô cốt, hầm ngầm, công sự chiến đấu vững chắc liên hoàn.
Về phía Quân Giải phóng miền Nam Việt Nam, để thực hiện Chiến dịch Bắc Tây Nguyên, Thiếu tướng Hoàng Minh Thảo, Tư lệnh Mặt trận B3, đã điều động binh lực của 2 sư đoàn là Sư đoàn 320 (gồm 3 Trung đoàn 52, 64 và 48) và Sư đoàn 2 (gồm 2 Trung đoàn 1 và 141), 4 trung đoàn bộ binh độc lập (66, 95, 28 và 24), Trung đoàn đặc công 400, 2 trung đoàn pháo binh, 1 tiểu đoàn xe tăng và 6 tiểu đoàn pháo phòng không. Ngoài ra còn có sự tham gia của các lực lượng vũ trang tại địa phương. Tổng binh lực tham gia khoảng 20.000 người. Riêng tại mặt trận Đăk Tô - Tân Cảnh, lực lượng gồm các đơn vị: Trung đoàn 28, Trung đoàn 66, Trung đoàn 95, Trung đoàn 24B (Sư đoàn 10 sau này) phối hợp với bộ đội địa phương tỉnh Kon Tum. do Phó Tư lệnh mặt trân Tây Nguyên Nguyễn Mạnh Quân trực tiếp chỉ huy.

## Diễn biến
Đúng 15 giờ ngày 23 tháng 4 năm 1972, pháo binh Quân Giải phóng miền Nam Việt Nam nã đạn dồn dập vào căn cứ Tân Cảnh, cứ điểm mạnh nhất của QLVNCH. Vào lúc 1 giờ sáng ngày 24 tháng 4 năm 1972, 9 xe tăng T-54 của Đại đội 7 (Tiểu đoàn Xe tăng 297) xông thẳng qua thị trấn Tân Cảnh, lao lên mở cửa phía Đông căn cứ Tân Cảnh. Chớp thời cơ đối phương hoảng loạn, Tiểu đoàn 9 của Quân Giải phóng cùng đội công tác tỉnh Kon Tum kêu gọi nhân dân nổi dậy. Cho đến 5 giờ 55 phút ngày 24 tháng 4 năm 1972, Quân Giải phóng miền Nam Việt Nam đã chiếm được thị trấn Tân Cảnh. 
Lúc này cuộc chiến đấu ở căn cứ E42 Tân Cảnh diễn ra dữ dội. Một mình chiếc xe tăng Type 59 mang số hiệu 377 của Quân Giải phóng miền Nam Việt Nam đã tiêu diệt 7 xe tăng M41 của địch trước khi bị QLVNCH bắn cháy bằng súng chống tăng. Quân Giải phóng miền Nam Việt Nam dần dần làm chủ tình hình. Đến lúc 11 giờ trưa ngày 24 tháng 4 năm 1972, Trung đoàn 66 Quân Giải phóng miền Nam Việt Nam đã làm chủ căn cứ Tân Cảnh. Theo phía Quân Giải phóng miền Nam Việt Nam, họ bắn rơi 8 máy bay, thu 9 xe tăng, 20 pháo 105 mm và 155 mm, gần 100 xe quân sự, hàng vạn quả đạn pháo và toàn bộ phương tiện chiến tranh của địch, bắt 429 tù binh.
Ngay khi Tân Cảnh sắp bị tiêu diệt, Bộ Tư lệnh Quân Giải phóng miền Nam Việt Nam tại mặt trận cánh Đông đã cho pháo binh bắn phá căn cứ Đăk Tô 2 (sân bay Phượng Hoàng). Vào lúc 8 giờ sáng ngày 24 tháng 4 năm 1972, Trung đoàn 1 Sư đoàn 2 đánh thẳng vào sở chỉ huy E47 ngay ở sân bay Phượng Hoàng, 4 xe tăng T-54 và một pháo tự hành cấp tốc rời căn cứ Tân Cảnh chi viện cho mũi tấn công tại căn cứ Đăk Tô 2. Sức kháng cự của E47 nhanh chóng bị đè bẹp, Quân Giải phóng miền Nam Việt Nam làm chủ căn cứ Đăk Tô 2.
Cụm phòng ngự mạnh của QLVNCH ở căn cứ Tân Cảnh - Đăk Tô 2 bị tiêu diệt. Đại tá Lê Đức Đạt, Tư lệnh Sư đoàn 22 QLVNCH tử trận, phần còn lại của sư đoàn rút vào rừng tìm đường về Kon Tum. QLVNCH đóng ở các căn cứ Ngok Blêng, Ngok Rinh Rua, Tri Lễ, quận Đăk Tô cũng bắt đầu rút chạy trong hoảng loạn. Một vùng đất từ Diên Bình, qua Tân Cảnh đến Đăk Tô, về Đăk Mốt đã hoàn toàn nằm trong tay Quân Giải phóng miền Nam Việt Nam. Tuy nhiên, sau trận đánh bản thân họ cũng bị thiệt hại đáng kể, nhiều xe tăng bị cháy, hậu cần thiếu, đặc biệt là đạn pháo nên 20 ngày sau mới tổ chức tấn công tiếp vào Kon Tum.

## Kết quả
Sau khi tiêu diệt cụm phòng ngự Đăk Tô - Tân Cảnh, một căn cứ phòng ngự quy mô sư đoàn của VNCH, Quân Giải phóng miền Nam Việt Nam đã làm chủ một vùng tương đối rộng, đồng thời gây ra bầu không khí hoang mang cao độ cho lực lượng phòng ngự ở thị xã Kon Tum. Lúc này, lực lượng VNCH ở thị xã Kon Tum rất mỏng và yếu, trong thị xã chỉ có hai tiểu đoàn chủ lực và một số đơn vị Địa phương quân. Điều này đã tạo điều kiện hết sức thuận lợi cho cuộc tiến công quyết định vào thị xã. Nhưng lúc đó Bộ Tư lệnh chiến dịch [Tướng Hoàng Minh Thảo?]lại nhận định:
| “ | Tuy địch ở Kon Tum rất hoang mang, sơ hở và mỏng yếu, nhưng ta chưa có đủ điều kiện để phát triển tiến công một cách nhanh chóng, mạnh mẽ vì đường cơ động chưa làm xong, việc bảo đảm cơ sở vật chất và triển khai binh khí kỹ thuật gặp khó khăn, nên quyết định mở đường để vận chuyển vật chất, đồng thời bổ sung cơ sở vật chất cho các đơn vị chuẩn bị tiến công Kon Tum. | ” |

Chính do sự chậm trễ này mà Quân Giải phóng miền Nam Việt Nam đã đánh mất thời cơ để đánh chiếm thị xã Kon Tum, tạo điều kiện để QLVNCH có thời gian để kịp xốc lại tinh thần và bố trị lại lực lượng phòng ngự. Cuộc tiến công của Quân Giải phóng miền Nam Việt Nam vào thị xã Kon Tum sau đó rốt cuộc không thành công.